# 毛尖狗尾蘚
毛尖狗尾蘚（学名：Rhaphidostichum piliferum）为錦蘚科狗尾蘚屬下的一个种。